# Сад Окума
35°42′34″ пн. ш. 139°43′19″ сх. д. / 35.709553° пн. ш. 139.722045° сх. д.
Сад Окума (яп. 大隈庭園, Ōkuma teien) – японський сад, розташований в Шінджюку, Токіо. Він належить Університету Васеда. Сад займає територію площею приблизно 3000 м².

## Короткий опис
Раніше тут була резиденція родини Ії та клану Мацудайра. 1884 року засновник університету Васеда Шигенобу Чкума переробив сад у напівзахідному стилі. Він розмістив величезну галявину, штучні пагорби та ставки, і вперше в Японії виростив дині в тепличній будівлі. Після його смерті сад був переданий університету Васеди. Незважаючи на серйозні пошкодження під час авіаційного удару в 1945 році, він був майже повністю відновлений і зараз є місцем відпочинку студентів. У саду є велика галявина, струмки, сезонні рослини та пішохідні доріжки. Тут є ліхтарі торо, невеликі кам'яні пагоди, статуї. Прикрашає сад репліка «Шотоку-Дайоу-Шинкьо» зменшеного розміру, подарована Корейською асоціацією випускників на відзначення 100-річчя університету.
Сад Окума розташований приблизно за 5 хвилин пішої ходи від станції Васеда, сад відкритий для відвідувачів з 11:00 до 16:00 у понеділок, вівторок, четвер і п'ятницю протягом семестру, з квітня по грудень. У дощові дні сад закритий.

## Галерея
|  |  |  |  |